# 6 Inch
6 Inch è un brano musicale della cantante statunitense Beyoncé in collaborazione con The Weeknd, quinta traccia del suo sesto album in studio Lemonade, che è stato pubblicato il 23 aprile 2016 dalla Parkwood Entertainment e Columbia Records.

## Descrizione
Scritto da Abel Tesfaye, Beyoncé Knowles, Danny Schofield, Benjamin Diehl, Terius Nash, Ahmad Balshe, Jordan Asher, David Portner, Noah Lennox, Brian Weitz, Burt Bacharach, e Hal David. Il brano contiene campionamenti del brano del 1969 dal musicista soul statunitense Isaac Hayes che è una reinterpretazione del brano Walk On By originalmente cantato da Dionne Warwick e include una interpolazione di My Girls, un brano della band Animal Collective.

## Accoglienza
Il giornalista del The Guardian Alexis Petridis descrive la canzone come una «strana e suggestiva miscela di sfida e vulnerabilità» in cui Beyoncé «farfuglia e ringhia su quanto sia ricca, laboriosa e desiderabile» in sonorità associabili ad «un'elettronica minacciosa». Larry Bartleet di NME ritiene il brano «personale» trovandola «l'ode di Beyoncé alle donne che lavorano sodo» all'interno dell'album.
Emily J. Lordi di The Fader definisce la canzone «aggressiva e movimentata» ritenendo che «sfrutta il grande lavoro orchestrale di Hayes per raccontare la storia di una donna» ritenuta quest'ultima «l'astuzia di 6 Inch» poiché «inserisce le storie di più donne nell'immagine di una figura singolare».
Maeve McDermott di USA Today sottolinea che 6 Inch sia «un pezzo molto in linea con il marchio» di The Weeknd che incontra il mondo della cantante.

## Video musicale
Il video musicale della canzone fa parte di un film di un'ora con lo stesso titolo come il suo album d'origine, inizialmente andato in onda su HBO. Il video si apre con la parola «vuoto» scritta sullo schermo. Il video ha una nuance di colore rosso applicata per l'intero videoclip, il video si chiude con la cantante che guarda le telecamere insieme al suo gruppo di ballerini su uno sfondo in fiamme.

## Classifiche
| Classifica (2016)         | Posizione massima |
| ------------------------- | ----------------- |
| Canada                    | 31                |
| Francia                   | 47                |
| Germania                  | 71                |
| Regno Unito               | 35                |
| Regno Unito (R&B)         | 11                |
| Scozia                    | 31                |
| Svezia                    | 86                |
| Stati Uniti               | 18                |
| Stati Uniti (R&B/Hip-Hop) | 10                |